# Micronissa
Micronissa is een geslacht van vlinders van de familie spanners (Geometridae), uit de onderfamilie Ennominae.

## Soorten
- M. delphinaria Swinhoe, 1893
- M. tristis Swinhoe, 1902